# Jennie Linnéll
Jennie Margaret Ingemarsdotter Linnéll, född 7 december 1988 i Tyresö, är en svensk handbollstränare, expertkommentator och tidigare handbollsspelare (mittnia).

## Karriär
Jennie Linnéll hade Tyresö som moderklubb. Hennes elitkarriär började i danska klubben KIF Vejen 2007. Det första året spelade hon utan kontrakt. 2010 var hon med och spelade final i Cupvinnarcupen som KIF Vejen förlorade.
Linnéll lämnade Danmark 2010 efter tre år och spelade sedan för den svenska klubben H65 Höör från 2010. De första åren spelade H65 Höör i svenska division 1. Hon stannade i klubben i fem år och klubben hade tagit sig till elitserien och dessutom 2014 vunnit Challenge Cup innan hon ville ta chansen att bli proffs i Danmark igen.
Linnéll valde att spela för klubben HC Odense 2015. Hon skrev på ett tvåårskontrakt. Hon spelade bara ett år i Odense och lämnade klubben då hon inte fick speltid i klubben. Då hon återvände till Sverige valde hon att bosätta i Stockholm och spela för Skuru IK. Under åren hon spelade i Skuru åkte klubben ut i semifinal mot IK Sävehof i SM-slutspelet. I februari 2019 råkade hon ut för en korsbandsskada. Linnéll missade slutspurten i serien som Skuru vann genom att besegra H65 Höör med 26-19 i sista seriematchen. Efter korsbandsskadan avslutade Linnéll sitt kontrakt med Skuru.

### Privatliv
Jennie Linnell är dotter till Eja Linnéll och Ingemar Linnéll, som var landslagsspelare 1972–1981 respektive svensk förbundskapten 2004–2008. Hon har en tvillingsyster Jonna Linnéll, som spelat handboll för Lugi och H65 Höör i elitserien och en bror Jesper Linnéll som har spelat för Drott, Ricoh och AIK i svenska handbollsligan.
Jennie Linnéll har vid sidan av handbollen varit med i TV4:s handbollsmagasin Avkast och även varit expertkommentator i TV.